# 김성배 (축구인)
김성배(한국 한자: 金成培, 1975년 5월 25일 ~ )는 대한민국의 전 축구 선수이며, 포지션은 수비수였다.